# Holoptygma
Holoptygma es un género de polillas de la familia Tortricidae.

## Especies
- Holoptygma braulio Razowski & Becker, 2011
- Holoptygma lingunca Razowski & Wojtusiak, 2011
- Holoptygma lurida (Meyrick, 1912)
- Holoptygma sarahpelzae Razowski & Pelz, 2007